# 539. pehotni polk (Wehrmacht)
Za druge 539. polke glejte 539. polk.
539. pehotni polk (izvirno nemško Infanterie-Regiment 539) je bil eden izmed pehotnih polkov v sestavi redne nemške kopenske vojske med drugo svetovno vojno.

## Zgodovina
Polk je bil ustanovljen 10. januarja 1940 kot polk 18. vala kot Rheingold polk WK XI na vadbišču Bergen; polk je bil dodeljen 385. pehotni diviziji. 
15. oktobra 1942 je bil polk preimenovan v 539. grenadirski polk.